# Valle de Ángeles (kommun)
Valle de Ángeles är en kommun i Honduras.   Den ligger i departementet Departamento de Francisco Morazán, i den centrala delen av landet, 20 km öster om huvudstaden Tegucigalpa. Antalet invånare är 10 454.